# Козлов, Николай Илларионович
Николай Илларионович Козлов (1814—1889) — русский военно-медицинский деятель, начальник Императорской медико-хирургической академии, главный военно-медицинский инспектор. Действительный тайный советник. Почётный член Казанского и Дерптского университетов, член-корреспондент Парижской академии.

## Биография
Родился 30 ноября (12 декабря) 1814 года в Оренбурге в семье бузулукского купца еврейского происхождения. Его брат — Александр Козлов, профессор кафедры акушерства Казанского университета. У него были и другие братья и сестры.
В 1829 году поступил в Казанский университет, медицинский факультет которого окончил в 1833 году; в 1837 году в Дерптском университете получил степень доктора медицины за диссертацию «De tumoribus compositis». Затем два года стажировался у лучших медиков в Париже, Вене, Цюрихе.
В 1839 году поступил на службу в канцелярию Военного министерства. С 1841 года был профессором кафедры физиологической анатомии с микрографией в Университете Св. Владимира в Киеве, где содействовал формированию медицинского факультета, на котором читал патологическую анатомию, историю медицины, общую терапию и патологическую химию. Состоял консультантом при Киевском институте благородных девиц и младшим ординатором Киевского военного госпиталя. В 1844 году за границей проводил исследования по гистологии и химии. Одновременно был ординатором военного госпиталя (1849—1851), участвовал в борьбе с холерой в 1849 году. Будучи профессором, Козлов одним из первых ввёл гистолого-химический анализ в медицинскую практику.
После этого занимал должности вице-директора медицинского департамента Министерства внутренних дел (с 1853) и вице-директора медицины департамента Военного министерства (1858).
Был непременным членом Военно-медицинского ученого комитета (1862), членом Комиссии по изменению устава Медико-хирургической академии (1866—1869), Особого комитета для начертания положения об устройстве врачебной части в военное время (1865), председателем Комиссии для обсуждения мер к увеличению общего числа врачей в империи. В 1865—1871 годах был редактором «Военно-медицинского журнала».
В 1869—1871 годах был начальником Императорской медико-хирургической академии. В это время в конференции академии возникли «большие несогласия». В частности, при поддержке Козлова был забаллотирован И. И. Мечников при выборах в ординарные профессора, что способствовало уходу из академии И. М. Сеченова. Позже, по настоянию Козлова, на кафедру физиологии был назначен И. Ф. Цион вместо избранного конференцией киевского профессора А. С. Шкляревского. В это время многие студенты стали принимать деятельное участие в различных революционных выступлениях, что сыграло существенную роль в принятии Козловым решения об оставлении должности начальника академии.
С 1871 года занял должность главного военно-медицинского инспектора. В 1872 году при его участии были открыты первые в России женские медицинские курсы. Состоял почётным консультантом Максимилиановской лечебницы.
Он активно участвовал в организации медицинского обеспечения армии в русско-турецкой войне 1877—1878 годов; поддержал направление в действующую армию профессоров и доцентов хирургии из медицинской академии и университетов, а также женщин-врачей на работу в учреждения Красного Креста.
В 1886 году Н. И. Козлов был пожалован чином действительного тайного советника.
Умер в Санкт-Петербурге 28 сентября (10 октября) 1889 года и был похоронен на Волковском кладбище.

## Труды
Н. И. Козлов принимал участие в ряде комиссий и комитетов Российского государства в 1860—1870-х годах, разрабатывающих важные военно-санитарные мероприятия. Его основные труды: «Химическое исследование крови и экскрементов при холере», «О главных видах патологических изменений», «О развитии идеи болезни», «Курс патологии человеческого тела».
Под его руководством выпущено свыше 150 тт. «Приложений» к «Военно-Медицинскому Журналу», представляющих собрание лучших переводных и оригинальных руководств и пособий по медицине.

## Награды и признание заслуг
- За заслуги по организации военно-санитарной части в Русско-турецкую войну 1877—1878 годов получил в 1879 году бриллиантовые знаки к ордену Св. Александра Невского, пожалованному в 1873 году. Также был награждён многими другими орденами Российской империи.
- Был избран почётным членом Казанского университета «за особые труды и деятельное содействие Казанскому университету в развитии средств к практическому изучению медицины».
- Ещё при жизни Козлова в 1878 году была учреждена стипендия его имени на женских врачебных курсах при Николаевском военном госпитале.

## Семья
Жена — Олимпиада Кировна, в 1879—1881 гг. председательница Общества дешёвых квартир. Их дети:
- Ольга (1845—1901) вышла замуж за предпринимателя И. В. Рукавишникова; их внук — писатель Владимир Набоков.
- Прасковья (1847—12.12.1910), замужем за Вениамином Тарновским. Закончила первый выпуск Женских медицинских курсов[5], была выдающимся невропатологом и антропологом[6]. Написала монографию «Женщины-убийцы; антропологическое исследование» (СПб., 1902); автор исследования «Воровки» (Журнал Русского общества народного здоровья. — 1891. — № 6). Она разделяла идеи криминальной антропологии о врождённой предрасположенности к рецидиву преступлений[7]. Плоды её работ, содержащих большой аналитический материал по проституции, использовал в своих трудах Тарновский. Тарновская была не только сподвижницей мужа, но и активной поборницей женского образования в России[8]. Труды Тарновской высоко ценил А. Ф. Кони[9].